# Андрей Желязков
Андрей Колев Желязков, известен с прякора си Жужо е български футболист, национал. Юноша на Миньор (Раднево), нападател.

## Кариера
Играе в Славия от 1971 до 1981 г. Носител на Купата на България – 1975 и 1980 г., финалист – 1972 и 1981 г. Вицешампион през 1980, бронзов медалист през 1973 и 1975 г. Финалист за Балканската клубна купа и носител на Купа Интертото през 1977 г. Участник на СП в Мексико през 1986 г.
За Фейенорд (Ротердам, Холандия) играе от 1981 до 1984 г.
Шампион на Холандия през 1984 г.
Завръща се в Славия през 1984 и играе до 1985 г.
След това отива в Страсбург (Франция) 1985 – 1986 г., Берсхот (Белгия) – 1986 – 1987 г. и през есента на 1987 г. През пролетта на 1988 и през 1988/89 г. играе за Славия. Приключва кариерата си през 1989 г.
Андрей Желязков е с най-много мачове – 338 и най-много отбелязани голове за Славия – 136.
В евротурнирите за Славия има 12 мача и 2 гола (9 мача и 1 гол за КНК и 3 мача и 1 гол за купата на УЕФА).
Футболист № 1 на България за 1980 г.
Има 54 мача (14 като капитан) и 14 гола за националния отбор на България. Играе 3 мача на СП'1986 в Мексико.
Завършил ВИФ „Георги Димитров“.
„Заслужил майстор на спорта“ от 1975 г.
Един от най-добрите ни централни нападатели, снажен, с добра техника и пробивна мощ, отлична игра с глава, висока резултатност и конструкторски качества.
Бивш спортно-технически директор и мениджър на Левски, Локомотив (Пловдив) и Локомотив (София), скаут на Фейенорд за Югоизточна Европа.
От лятото на 2006 г. е назначен за мениджър в Нафтекс.

## Статистика по сезони
- Миньор (Раднево) – 1969/пр. - В РФГ, 8 мача/1 гол
- Миньор (Раднево) – 1969/70 – Б РФГ, 21/6
- Миньор (Раднево) – 1970/71 – В РФГ, 29/14
- Славия – 1971/72 – А РФГ, 31/10
- Славия – 1972/73 – А РФГ, 33/11
- Славия – 1973/74 – А РФГ, 29/8
- Славия – 1974/75 – А РФГ, 27/14
- Славия – 1975/76 – А РФГ, 30/11
- Славия – 1976/77 – А РФГ, 28/7
- Славия – 1977/78 – А РФГ, 30/18
- Славия – 1978/79 – А РФГ, 29/13
- Славия – 1979/80 – А РФГ, 30/20
- Славия – 1980/81 – А РФГ, 26/14
- Фейенорд – 1981/82 – Ередивизи, 23/11
- Фейенорд – 1982/83 – Ередивизи, 30/11
- Фейенорд – 1983/84 – Ередивизи, 22/8
- Славия – 1984/85, 23/6
- Страсбург – 1985/86 – Лига 1, 33/2
- Беершот – 1986/87 – Юпилер Лига, 29/2
- Беершот – 1987/ес. - Юпилер Лига, 3/0
- Славия – 1987/88, 9/3
- Славия – 1988/89, 13/1

## Постижения

### Клубни
Славия (София)
- Купа на България (2): 1975, 1980

Фейенорд
- Ередивиси: сезон 1983 – 1984
- Купа на Нидерландия: сезон 1983 – 84

### Индивидуални
- Футболист № 1 на България: 1980
- Номер едно във вечната голмайсторска листа на Славия (София) със 136 гола в А група.
- Номер едно по изиграни мачове за Славия в А група – 338 мача.